# العازار بن حنانيا
العازار بن حنانيا (بالعبرية: אלעזר בן חנניה‏) و(بالإغريقية: Ἐλεάζαρος υἱὸς Ἀνανία)‏ كان قائدًا يهوديًا خلال الثورة اليهودية الكبرى. كان العازار نجل رئيس الكهنة حنانيا بن ندبي، وبالتالي شخصية سياسية في مقاطعة يهودا في القرن الأول. كان العازار هو حاكم المعبد عند اندلاع التمرد عام 66م، وبعد اندلاع العنف في أورشليم في البداية، أقنع كهنة المعبد اليهودي بالكف عن خدمة التضحية من أجل الإمبراطور. كان هذا العمل، أحد المعالم الرئيسية للتي جلبت تمردًا واسع النطاق في يهودا، مع أنه رمزي إلى حد كبير.
أصبح النشاط السياسي اليهودي أكثر وضوحًا، بعد وفاة هيرود أغريبا في عام 44م، عندما بدأ التعامل مع يهودا على أنها مقاطعة في روما، وحُرم السنهدرين في أورشليم من سلطتها القضائية. بدأت مجموعات عديدة من الزيلوت في تأجيج التمردات المحلية: لكن تم قمعها في النهاية من قبل وكلاء النيابة الرومان. ثم وصلت الأمور إلى ذروتها في عهد الوكيل، جيسيوس فلوروس، الذي تسببت أفعاله (وكذلك أعمال أسلافه) في حدوث أزمة حفّزت الزيلوت في 66م.
رفض حاكم المعبد آنذاك، إليزار بن حنانيا، تلقي هدايا من روما أو تقديم تضحيات نيابة عن روما مثلما تم الاتفاق عليه سابقًا (في وقت يعود تاريخه على الأقل إلى طبريا) وصار الزيلوت يتحكمون في الرأي السياسي. لقد دعم كاهن آخر ينتمي إلى حزب الشمّيين، زكريا بن أمفيكالوس، العازار. استولى الزيلوتي مناحيم بن يهوذا على حصن مسعدة في الجليل وقتل الحامية الرومانية المتمركزة هناك. ثم قاد الزيلوتي الآخر العازار بن سمعان حرب التمرد ضد الرومان. تم القضاء على جيش سيستيوس جالوس، الذي جلب الفيلق الثاني عشر فولميناتا للانتقام من هزيمة الحامية الرومانية في مسعدة، من قبل الزيلوت بينما كانت الثورة اليهودية الكبرى جارية.